# Campeonato Gaúcho 1940
In 1940 werd het twintigste Campeonato Gaúcho gespeeld voor voetbalclubs uit de Braziliaanse staat Rio Grande do Sul. Er werden regionale competities gespeeld en de kampioenen ontmoetten elkaar in de finaleronde die gespeeld werd van 10 tot 24 november. Internacional werd kampioen. 

## Voorronde
|                       |                                     |       |           |  |
| 10 november Voorronde | Internacional                       | 6 – 3 | Juventude |  |
| 10 november Voorronde | Castillo , Tesourinha Magno Marques |       | ,         |  |

## Halve finale
Bagé had een bye.
|                          |               |       |              |  |
| 17 november Halve finale | Internacional | 4 – 2 | Riograndense |  |
| 17 november Halve finale |               |       |              |  |

## Finale
|                  |                    |       |        |  |
| 19 november Heen | Internacional      | 4 – 1 | Bagé   |  |
| 19 november Heen | Marques , Russinho |       | Fierro |  |

|                   |                                |       |      |  |
| 24 november Terug | Internacional                  | 2 – 1 | Bagé |  |
| 24 november Terug | Rui Motorzinho 1' Russinho 36' |       |      |  |

|  | Internacional | Bagé |

## Kampioen
| Campeonato Gaúcho de 1940         |
| Porto Alegre                      |
| --------------------------------- |
| INTERNACIONAL Kampioen (3° titel) |